# Personer i Sverige födda i Brasilien
Till personer i Sverige födda i Brasilien räknas personer som är folkbokförda i Sverige och som har sitt ursprung i Brasilien. Enligt Statistiska centralbyrån fanns det 2018 i Sverige sammanlagt 9 297 personer födda i Brasilien.

## Historik
Efter militärkuppen i Brasilien 1964 sökte sig många brasilianska flyktingar till Sverige. Under framför allt 2000-talet har många brasilianska fotbollsspelare sökt sig till svenska klubblag på såväl herrsidan som damsidan.

## Historisk utveckling

### Födda i Brasilien
| Personer i Sverige födda i Brasilien 1900–2024 | Personer i Sverige födda i Brasilien 1900–2024 | Personer i Sverige födda i Brasilien 1900–2024 | Personer i Sverige födda i Brasilien 1900–2024 | Personer i Sverige födda i Brasilien 1900–2024 |
| --- | ---------------------------------------------- | ---------------------------------------------- | ---------------------------------------------- | ---------------------------------------------- |
| |                                                |                                                |                                                |                                                |
| År |                                                |                                                | Folkmängd                                      |                                                |
| 1900 | 1900                                           |                                                | 41                                             |                                                |
| 1930 | 1930                                           |                                                | 92                                             |                                                |
| 1950 | 1950                                           |                                                | 106                                            |                                                |
| 1960 | 1960                                           |                                                | 175                                            |                                                |
| 1970 | 1970                                           |                                                | 468                                            |                                                |
| 1980 | 1980                                           |                                                | 1 091                                          |                                                |
| 1990 | 1990                                           |                                                | 2 118                                          |                                                |
| 2000 | 2000                                           |                                                | 3 496                                          |                                                |
| 2001 | 2001                                           |                                                | 3 700                                          |                                                |
| 2002 | 2002                                           |                                                | 3 881                                          |                                                |
| 2003 | 2003                                           |                                                | 4 024                                          |                                                |
| 2004 | 2004                                           |                                                | 4 229                                          |                                                |
| 2005 | 2005                                           |                                                | 4 457                                          |                                                |
| 2006 | 2006                                           |                                                | 4 711                                          |                                                |
| 2007 | 2007                                           |                                                | 5 033                                          |                                                |
| 2008 | 2008                                           |                                                | 5 420                                          |                                                |
| 2009 | 2009                                           |                                                | 5 762                                          |                                                |
| 2010 | 2010                                           |                                                | 6 005                                          |                                                |
| 2011 | 2011                                           |                                                | 6 323                                          |                                                |
| 2012 | 2012                                           |                                                | 6 516                                          |                                                |
| 2013 | 2013                                           |                                                | 6 740                                          |                                                |
| 2014 | 2014                                           |                                                | 6 934                                          |                                                |
| 2015 | 2015                                           |                                                | 7 341                                          |                                                |
| 2016 | 2016                                           |                                                | 7 907                                          |                                                |
| 2017 | 2017                                           |                                                | 8 466                                          |                                                |
| 2018 | 2018                                           |                                                | 9 297                                          |                                                |
| 2019 | 2019                                           |                                                | 10 159                                         |                                                |
| 2020 | 2020                                           |                                                | 10 725                                         |                                                |
| 2021 | 2021                                           |                                                | 11 680                                         |                                                |
| 2022 | 2022                                           |                                                | 12 832                                         |                                                |
| 2023 | 2023                                           |                                                | 13 305                                         |                                                |
| 2024 | 2024                                           |                                                | 13 439                                         |                                                |
| Anm.: Befolkning den 31 december respektive år förutom åren 1960 och 1970 som avser förhållandet den 1 november och år 1980 som avser förhållandet den 15 september. |                                                |                                                |                                                |                                                |